# Ferdinandea
Île Graham, île Julia
Pour les articles homonymes, voir Ferdinandea (homonymie).
Ferdinandea est une île éphémère créée par le volcan sous-marin Empédocle et faisant partie des champs Phlégréens de la mer de Sicile. Elle est située dans les eaux territoriales de l'Italie, entre la Sicile au nord-est et l'île de Pantelleria au sud-ouest. Actuellement située à huit mètres de profondeur, cette île a émergé par trois fois en 1701, 1831 et 1863 à la faveur d’éruptions d’Empédocle,.

## Toponymie
Les Napolitains baptisèrent le 17 août 1831 l’île nouvellement formée « Ferdinandea » en l’honneur de Ferdinand II, roi des Deux-Siciles à l’époque. Ferdinandea est aussi appelée « île Graham » par les Britanniques ou « île Julia » par les Français. Bruno Fuligni signale que Ferdinandea est encore appelée « Proserpine », du nom d’un vaisseau ou « île de Sciacca », du nom du port de Sciacca tout proche mais aussi « Scircca » une possible coquille pour « (île de) Sciacca ».
Le toponyme « île Graham », en anglais Graham Island, date de 1831, lorsque le capitaine britannique Humphrey Fleming Senhouse (en) a débarqué sur l’île, baptisant cette nouvelle terre en l’honneur de Sir James Robert George Graham, le premier Lord Commissioner of the Admiralty. Le toponyme « banc de Graham » sous le nom anglais de Graham Bank est resté attaché au plateau sous-marin sur lequel l'île Ferdinandea est apparue.
Les Français ont quant à eux baptisé l’île « Julia », en italien Giulia, en référence au mois de juillet pendant lequel l’île a émergé et aussi en référence à la monarchie de Juillet, lorsqu'un membre de l'expédition française, menée par le géologue Constant Prévost, planta un drapeau sur l’île.
L'île est aussi appelée Corrao, Hotham ou encore Nerita.

## Géographie
Ferdinandea est située en Méditerranée dans le canal de Sicile entre l'Italie et la Tunisie, plus précisément entre l’île de Pantelleria au sud-ouest et la Sicile distante d’une vingtaine de kilomètres au nord-est,. Elle fait partie des champs Phlégréens de la mer de Sicile situés sur un plateau sous-marin, le Graham Bank. Le sommet du volcan sous-marin Empédocle est actuellement[Quand ?] à huit mètres sous le niveau de la mer. Ce sommet a formé l'île temporaire de Ferdinandea à trois reprises en 1701, 1831 et 1863 lorsqu’Empédocle est entré en éruption,.
Lorsque l’île émergea en 1831, elle atteignit une taille relativement importante. De forme grossièrement circulaire, sa circonférence était de l’ordre de cinq kilomètres et sa hauteur maximale était d’environ 65 mètres,. Ce point culminant se trouvait dans le nord-est de l’île, sur le rebord du cratère de 184 mètres de diamètre qui constituait la partie nord de l’île. Le centre et le sud de l’île formaient une plaine de huit mètres et demi d’altitude. De la lave était éjectée du cratère depuis deux bouches éruptives actives par intermittence. Lorsque ces deux bouches éruptives ont cessé d’émettre de la lave, de l’eau de mer s’est infiltrée, formant deux petits plans d’eau dont le plus grand mesurait vingt mètres pour une profondeur de deux mètres. Cette eau salée s’est réchauffée jusqu’à rejeter de la vapeur d’eau et s’est chargée en sulfate ferreux et en sulfure d’hydrogène qui la teintèrent en rouge. L’île s’est érodée rapidement sous l’action des vagues : son périmètre s’est réduit de 700 mètres le 29 septembre, son altitude n’est plus que d’un mètre à la fin d’octobre et l’île est sur le point de totalement disparaître début décembre. Le 12 août 1863, une courte éruption donne naissance à un petit îlot rapidement englouti par la mer.

## Histoire

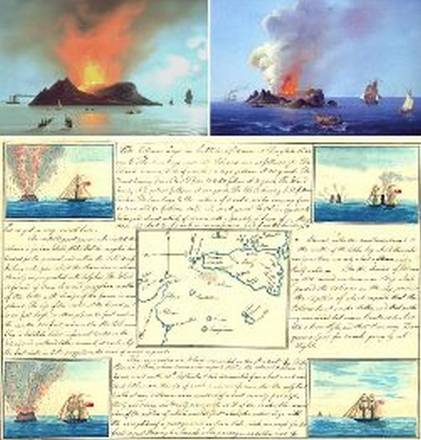
Une page du carnet de terrain de Constant Prévost, un géologue français. Illustrations possibles de Joinville, un artiste français.

L'emplacement de Ferdinandea est actuellement considéré comme étant en Italie en raison de sa proximité avec les côtes siciliennes distantes d’une vingtaine de kilomètres, ce qui permet son inclusion dans les eaux territoriales italiennes. Mais sa souveraineté fut disputée lorsqu’elle émergea pour former une île temporaire le 2 juillet 1831 à la faveur d’une éruption d’Empédocle commencée 28 juin,,,. Le royaume des Deux-Siciles mais aussi le royaume de France, le Royaume-Uni de Grande-Bretagne et d'Irlande et l’Espagne revendiquent alors cette nouvelle terre, provoquant une crise diplomatique,,. Le 2 août, l’amiral britannique Humphrey Fleming Senhouse (en) débarque sur l’île et y plante un Union Jack en proclamant l’île comme partie intégrante de l’Empire britannique,. En réaction, le roi de Naples Ferdinand II ordonne à un de ses navires de guerre de retirer ce drapeau qui sera remplacé par un drapeau du royaume des Deux-Siciles le 17 août. Le royaume de France revendique elle aussi cette île et le scientifique Derussat[Qui ?] y débarque le 29 septembre et y plante un drapeau tricolore,. La position de Ferdinandea dans le canal de Sicile reliant les parties orientales et occidentales de la mer Méditerranée explique ces tensions entre ces nations,. En effet, le royaume des Deux-Siciles entoure Ferdinandea avec la Sicile et l’île de Pantelleria, les Britanniques sont déjà présents non loin dans l’archipel de Malte, les Français sont établis en Algérie devenue colonie française un an auparavant et les Espagnols sont bien implantés en Méditerranée occidentale. Aux alentours du 11 août, l’éruption d’Empédocle cesse et l’île est érodée en quelques semaines jusqu’à disparaître sous les flots après six mois d’existence le 12 janvier 1832, mettant ainsi un coup d’arrêt aux revendications territoriales,,,.
Mises à part ces revendications et prises de possession, l’île fut étudiée et visitée par de nombreux scientifiques tels Friedrich Hoffmann, les Allemands Schultz [Qui ?] et Philippi (de), les Britanniques Davy (en) et Smyth, les Français Antoine-Edmond Joinville (peintre et dessinateur), et Louis Constant Prévost (géologue et professeur) ainsi que les Italiens Domenico Scinà (it) qui publia Effeméridi Sicilians en 1832 et Carlo Gemmellaro, professeur de géologie à l’université de Catane, qui publia Actions of the Gioenia Academy of Catania. Des curieux, notamment britanniques, firent aussi le voyage afin de visiter l’île.
En 1987, des avions des forces armées des États-Unis, alors en patrouille dans le secteur, bombardent le haut-fond, le confondant avec un sous-marin libyen.
Les revendications ressurgissent près de 170 ans après l’apparition de l’île lorsqu’une légère activité sismique et volcanique est détectée sur Ferdinandea,. L’Italie mène alors une expédition afin d’y planter un drapeau, ceci afin de prévenir toute nouvelle revendication par un autre État, notamment le Royaume-Uni, dans le cas d’une prochaine émersion,. En 2001, Domenico Caluso, qui a des attaches avec la ville portuaire de Sciacca (Sicile), persuade le prince Charles de Bourbon des Deux-Siciles, un descendant du roi Ferdinand II des Deux-Siciles, de parrainer une cérémonie au-dessus de Ferdinandea où l’on déposa une plaque de marbre de 150 kg avec l’inscription « Ce morceau de terre, autrefois Ferdinandea, appartenait et appartiendra toujours aux Siciliens » ; cette stèle sera retrouvée brisée six mois plus tard.
D’autres éruptions d’Empédocle se sont traduites par une activité volcanique sur Ferdinandea comme ce fut le cas vers 253 av. J.-C. pendant la première guerre punique, en 1632, peut-être en 1701 et le 12 août 1863, les deux dernières ayant entraîné l’émersion de Ferdinandea,.

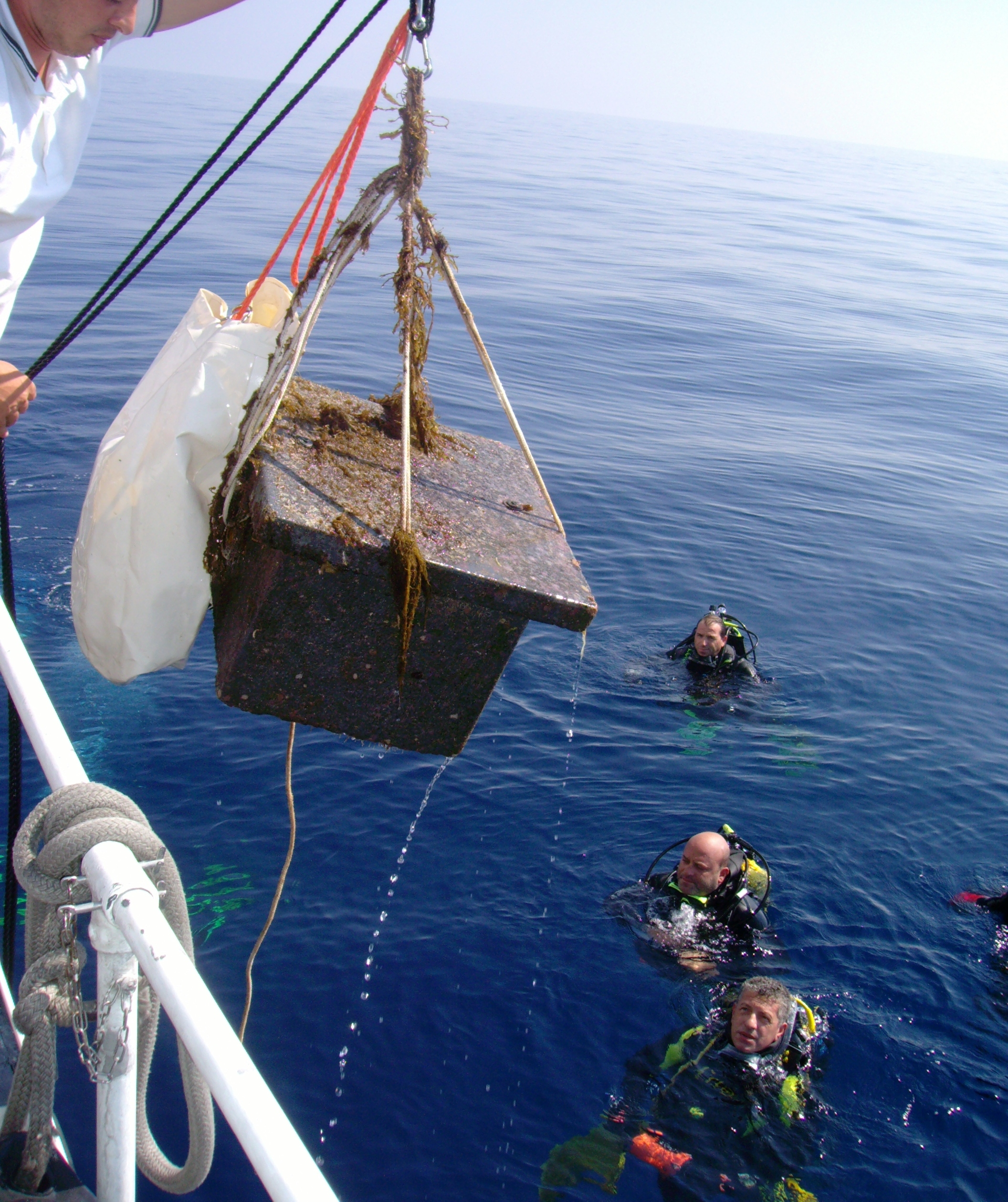
Récupération le 22 septembre 2007 d’un coffre protégeant un sismomètre placé sur Ferdinandea.

Un certain « professeur Anatra » a attiré à nouveau l’attention sur cette « autre France d’en bas » dans un article ironique paru dans le Canard enchaîné du 10 juillet 2002 (NB : en italien, 'anatra' veut dire 'canard'…) : « Soucieux de l’intégrité du territoire national, Le Canard ose suggérer d’envoyer là-bas un bâtiment de la Marine nationale, dont les plongeurs pourraient planter sur le point culminant de l’île engloutie un pavillon tricolore fabriqué dans une matière étanche et ignifugée. À la première éruption, l’île ressortirait indubitablement française, faisant fièrement claquer au vent chaud de la Méditerranée les trois couleurs imputrescibles ».
À sa prochaine résurgence, de nouvelles querelles internationales sont susceptibles d'apparaître, dont un élément-clé sera sans doute la qualification juridique appropriée pour cette terre nouvellement ré-émergée : île ou rocher ?.
En effet, selon l'article 121 de la Convention des Nations unies sur le droit de la mer de 1982, dite Convention de Montego Bay, une île, définie comme « une étendue naturelle de terre entourée d'eau qui reste découverte à marée haute » permet de délimiter une portion de mer territoriale, une zone contiguë, une zone économique exclusive et un plateau continental autour d'elle au profit de l'État auquel elle appartient. alors que « [l]es rochers qui ne se prêtent pas à l'habitation humaine ou à une vie économique propre, n'ont pas de zone économique exclusive ni de plateau continental ».

## Dans la culture

### Littérature
Jules Verne (1828-1905) mentionne l'île Julia dans les romans Les Enfants du capitaine Grant, paru en 1868, Le Chancellor, paru en 1875, tandis qu'il donne à cette île un rôle majeur dans le roman Mirifiques Aventures de maître Antifer, paru en 1894 : « oui ! Effectivement, l'île Julia, ou Ferdinandea, ou Hotham, ou Graham, ou Nerita — de quelque nom qu'il plaise de l'appeler —, cette île avait apparu à cette place le 28 juin 1831. […] Puis, au mois de décembre 1831, le massif rocheux s'était rabaissé, l'île avait disparu, et cette portion de la mer n'en avait plus gardé aucune place ». Dans le dénouement de Mirifiques Aventures de maître Antifer, Jules Verne mentionne également la remontée probable de cette île des fonds marins et du trésor qu'elle est censée abriter : « - Elle remonte depuis l'année mil huit cent cinquante… […] Par malheur, lorsque l'île Julia reparaîtra avec ses millions… nos millions !… nous ne serons plus là - pas même toi, gabarier, quand tu devrais mourir plusieurs fois centenaire !… ».
Le Speronare est une œuvre de l’écrivain français Alexandre Dumas (1802-1870), parue en 1842 et consacrée à l’Italie du Sud. Dumas y raconte à sa façon la « guerre » de 1831 : un capitaine napolitain tombe sur une île inconnue sur laquelle flotte un drapeau anglais qu’il fait aussitôt enlever : « Le capitaine napolitain déclara alors qu’il en prenait possession au nom du roi des Deux-Siciles, et la nomma île Saint-Ferdinand en l’honneur de son gracieux souverain. Puis il revint à Naples, demanda une audience au roi et lui annonça qu’il avait découvert une île de dix lieues de tour […] Il ajouta comme en passant, et sans s’appesantir sur les détails, qu’un vaisseau anglais ayant voulu lui disputer la possession de cette île, il avait coulé bas le susdit vaisseau, en preuve de quoi il rapportait son pavillon. Le ministre de la marine, qui était présent à l’audience, trouva le procédé un peu leste ; mais le roi de Naples donna raison entière au capitaine, le fit amiral, et le décora du grand cordon de Saint-Janvier. »
Le Cratère (en) (The Crater of Vulcan Peak) (1847) est un roman de James Fenimore Cooper (1789-1851) dont l’action se passe dans le Pacifique, dans des îles qui finissent submergées. Les sources de ce roman seront étudiées en 1947 par l’universitaire américain Harold H. Scudder : elles ramènent à l’île Ferdinandea.
Va-t-en-guerre (l’œuvre originale fut publiée en 1997 sous le titre Jingo) est le vingt-et-unième livre des Annales du Disque-monde de l’écrivain anglais Terry Pratchett. Il raconte l'émergence d'une île entre Ankh-Morpork et le Klatch, ce qui engendre des tensions entre les deux nations… île qui fait référence à Ferdinandea.

### Bande dessinée
L’Île est le second tome de la série de bande dessinée L'Ultime Chimère, écrit par Laurent-Frédéric Bollée et dessiné par Griffo, Brice Goepfert et Philippe Aymond, paru le 10 septembre 2008. Cet album est inspiré d’un article publié sur le site internet de Libération consacré à Ferdinandea et à sa possible résurgence.